# كنعان إيبك
كنعان إيبك (بالتركية: Kenan İpek)‏ هو قاضي تركي، ولد في 5 أكتوبر 1959 في ريزا في تركيا.